# Amphipoea ryensis
Amphipoea ryensis là một loài bướm đêm trong họ Noctuidae.